# Distrito de Qacha's Nek
Qacha's Nek es un distrito de Lesoto. Tiena una superficie de 2.349 km² y una población de aproximadamente 71.876 hab. (2006). Qacha's Nek es la capital del distrito.
- Datos: Q850423
- Multimedia: Qacha's Nek District / Q850423